# Euderus marilandicus
Euderus marilandicus är en stekelart som beskrevs av Girault 1917. Euderus marilandicus ingår i släktet Euderus och familjen finglanssteklar. Inga underarter finns listade i Catalogue of Life.